# Nu börjar livet
Nu börjar livet är en svensk svartvit dramafilm från 1948 i regi av Gustaf Molander. Filmen hade Sverigepremiär den 16 augusti 1948. Den har visats på SVT.

## Handling
Vera Ullman är sömmerska och träffar på prästen Tore som hon känner sedan tidigare. Tore uppvaktar Vera men talar inte om att han är gift.

## Rollista
- Mai Zetterling - Vera Ullman
- Georg Rydeberg - Tore Gerhard
- Wanda Rothgardt - Dorrit
- Hugo Björne - Eliasson
- Bengt Eklund - John Berg
- Åke Grönberg - Berra
- Ivar Kåge - kyrkoherde
- Jan Molander - Svenne
- Sven-Eric Gamble - Plåtis